# Ordine nazionale del Ciad
L'Ordine nazionale del Ciad è un ordine cavalleresco del Ciad.

## Storia
L'ordine è stato fondato il 12 aprile 1960 dal presidente François Tombalbaye.

## Classi
L'ordine dispone delle seguenti classi di benemerenza:
- Collare
- Cavaliere di gran croce
- Grand'ufficiale
- Commendatore
- Ufficiale
- Cavaliere

| Nastri          |                         |              |
| Cavaliere       | Ufficiale               | Commendatore |
| Grand'ufficiale | Cavaliere di gran croce | Collare      |

## Insegne
- Il nastro è giallo con due sottili strisce verdi sui bordi.
- Il collare viene indossato solo dal gran maestro dell'Ordine.